# Liste de tours en fer
| Nom de la tour                       | Année de construction | Hauteur | Site                       | Pays                   | Remarques |
| ------------------------------------ | --------------------- | ------- | -------------------------- | ---------------------- | --- |
| Tour du roi Frédéric-Auguste         | 1854                  | 28 m    | Löbau                      | Allemagne              | |
| Phare de Sandhammaren                | 1862                  | 29 m    | Kåseberga                  | Suède                  | |
| Phare de Jävre                       | 1871                  | 17,5 m  | Jävre                      | Suède                  | |
| Phare de Kapelludden                 | 1872                  | 32 m    | Bredsättra                 | Suède                  | |
| Phare de San Felipe                  | 1879                  | 18 m    | Puerto Plata               | République dominicaine | |
| Tour de Gustav Vietor                | 1882                  | 25 m    | Wiesbaden/Hohe Wurzel      | Allemagne              | Démolie en mars 2006 |
| Tour électrique de San Jose          | 1881                  | 72 m    | San José                   | États-Unis             | Détruite en 1915 par une tempête |
| Tour de Randen de Siblingen          | 1882                  | ~12 m   | Siblingen                  | Suisse                 | |
| Tour d'observation de Büchenbronn    | 1883                  | 24,75 m | Pforzheim                  | Allemagne              | En partie rénovée en 1926 et 1999 |
| Tour d'observation de Götzinger Höhe | 1883                  | 25 m    | Neustadt en Saxe           | Allemagne              | |
| Tour d'Observation de Kulm           | 1884                  | 20 m?   | Rudolstadt                 | Allemagne              | |
| Phare de Stavoren                    | 1884                  | 28,3 m  | Stavoren                   | Pays-Bas               | |
| Phare de Den Oever                   | 1885                  | 14 m    | Den Oever                  | Pays-Bas               | |
| Tour de Princesse Maria              | 1884                  | 18 m    | Marienberg-Dreibruderhöhe  | Allemagne              | Détruite le 11 mars 1977. Nouvelle tour d'observation de 24,8 mètres construite en 1994                                                             |
| Tour de Maria Josepha                | 1886                  | 22 m    | Grüna, Totenstein Montagne | Allemagne              | Détruite en 1953, remplacée par une tour de télécommunication en 1998, construction d'une nouvelle tour de Maria Josepha d'une hauteur de 30 mètres |
| Tour de Slovanka                     | 1887                  | 14 m    | Janov nad Nisou            | République tchèque     | |
| Antigo Farol de Aracajú              | 1888                  | 35,5 m  | Aracaju                    | Brésil                 | |
| Tour de Parnass                      | 1888                  | 20 m    | Plön                       | Allemagne              | |
| Tour d'Observation de Studenec       | 1888                  | 17 m    | Děčín                      | République tchèque     | Tour en très mauvais état aujourd'hui |
| Phare de Enkhuizen                   | 1888                  | 14 m    | Enkhuizen                  | Pays-Bas               | |
| Tour d'observation de Villingen      | 1888                  | 30 m    | Villingen-Schwenningen     | Allemagne              | |
| Tour Eiffel                          | 1889                  | 324 m   | Paris                      | France                 | |